# Греческая эпиграфика

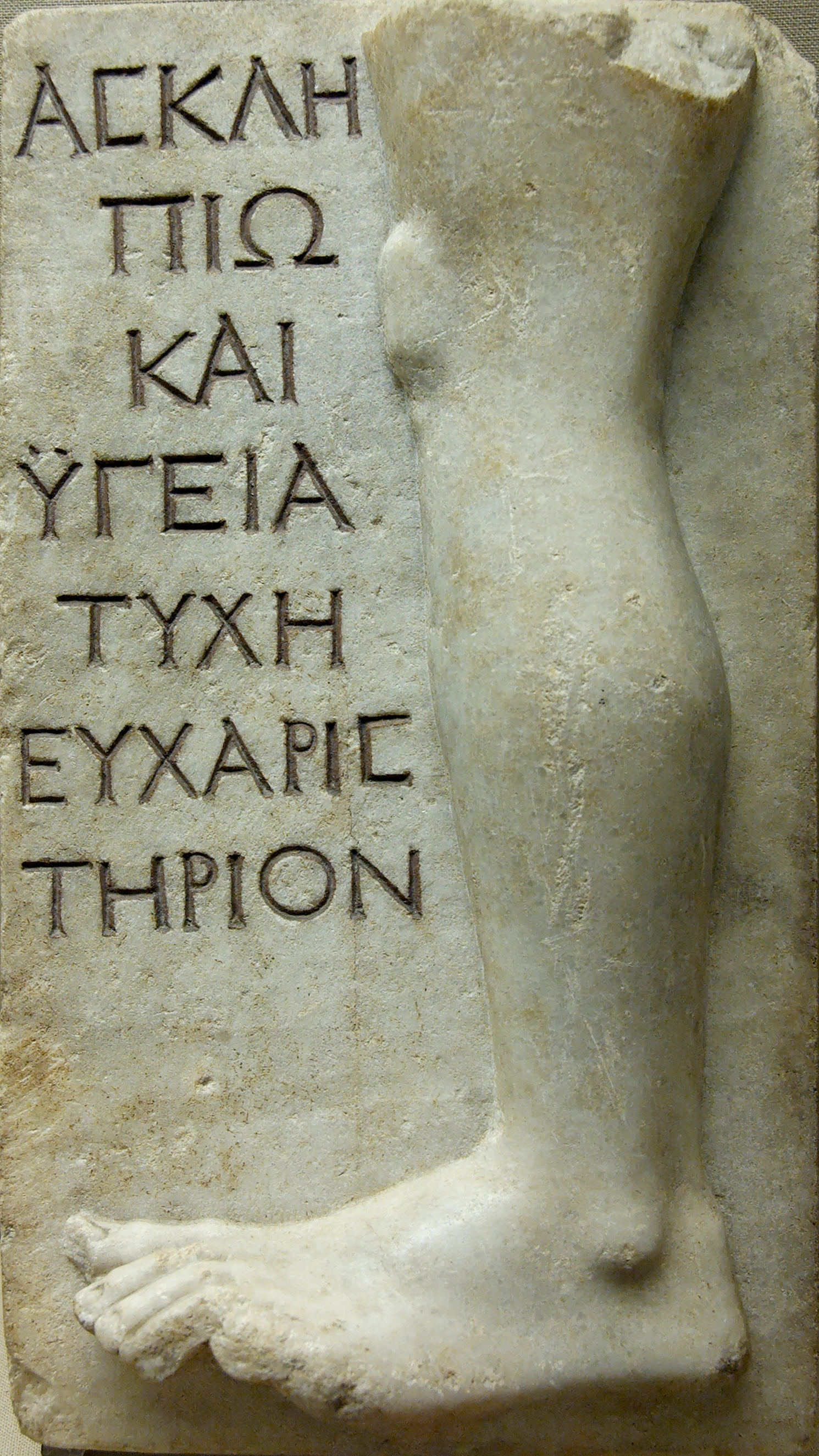
Посвятительный рельеф в благодарность за излечение больной ноги, мрамор, ок. 200—100 до н. э.

Гре́ческая эпигра́фика (греч. ἐπὶ γράφειν, лат. epigraphia graeca) — вспомогательная историко-филологическая и археологическая дисциплина, занимающаяся изучением, каталогизацией и переводом античных греческих высеченных надписей.

## Происхождение надписей
В отличие от надписей древнего Востока, греческие надписи обыкновенно представляют вполне самостоятельные тексты, а не сопровождающие изображения описываемых событий. Исключение составляют собственные имена и другие пояснительные приписки на надгробных рельефах, расписных вазах и т. п.

## Содержание надписей
По содержанию, греческие надписи можно разделить на официальные и частные.
Официальные
К ним принадлежат законы, постановления народных собраний, правительственных коллегий и лиц, договоры, денежные и другие отчеты, документы на владение землей, об отпущении на волю рабов, завещания, закладные записи, судебные решения и т. д.
Частные
Это надгробные надписи (в которых, впрочем, есть иногда пункты официального характера, напр. назначение штрафа за ограбление гробницы), посвятительные, надписи художников, поэтические произведения и т. п.

## Значение надписей
Надписи — это памятники, дающие самый разнообразный материал для изучения истории и быта. Они осветили целые отделы политической истории, хронологии, религиозного и юридического быта, истории искусства и т. д., о которых мы ничего или почти ничего не знали из древних авторов. Так, в Афинах сохранился целый государственный архив в виде надписей, который раскрывает нам как историю государственного хозяйства Афин (Бёк, «Die Staatshaushaltung der Athener», 3 изд. Берл., 1886), так и историю их союзной и внешней политики. Списки платежей, лежавших, в виде дани, на союзниках Афин, отчёты финансовых и других магистратов, архив морского арсенала, свод театральных дидаскалий, инвентари главнейших храмов афинских — всё это известно благодаря изучению надписей.

## Древнегреческий язык и алфавит
Надписи — достоверные документы по истории греческого письма и алфавита. С этой точки зрения их основательно изучал Адольф Кирхгоф (A. Kirchhoff, «Studien zur Geschichte des griechischen Alphabets», 1887, 4-е изд.).
Исследование надписей приводит к выводу о двух основных группах алфавитов: восточной и западной, резко отличающихся друг от друга изображением в них знаков χ и ψ. В восточных алфавитах эти знаки = χ и ψ в западных — ξ и χ.
Греческий алфавит есть, в сущности, финикийский, расширенный несколькими знаками и приспособленный к греческой фонетике. Заимствование произошло в VII, может быть даже в VIII в. до н. э., и можно с большой вероятностью отнести знакомство греков с финикийским алфавитом приблизительно к X в. до н. э..
Формы букв в древнейших греческих надписях напоминают весьма близко буквы надписи царя Меши. Само направление письма было первоначально то же, что у семитов — справа налево, порядок и названия букв — те же, что в семитских алфавитах. Все это делает весьма сомнительным самостоятельное зарождение письменности в Греции микенской эпохи или происхождение отсюда самого финикийского алфавита, как пытался доказать Эванс («Journal of Hell. Stud.», XIV, p. 270 и отдельно: «Cretan pictographs and praephoenician script.», Л. — Нью-Йорк, 1895). Открытые им идеографические письмена на Крите, равно как и силлабическое письмо Кипра, стоят пока особняком от общего развития греческого письма.
Кроме упомянутых двух главных групп можно ещё выделить множество подгрупп алфавитов, совпадающих с путями колонизации, торговли и т. п. Так, напр., халкидский алфавит был принят и в большинстве колоний Халкиды. Приблизительно на рубеже V и IV вв. до н. э. локальные алфавиты во всех греческих государствах уступают место ионийскому. В Афинах он был официально принят в 403—402 г.
Точными наблюдениями над формами букв в датированных надписях установлена для надписей специальная палеография, благодаря которой можно довольно точно определять время происхождения и таких надписей, которые не дают в этом отношении указаний своим содержанием, языком, формулами и т. д.

## Исследования
- Meisterhans специально исследовал с грамматической стороны аттические надписи («Grammatik der attischen Inschriften», Б., 1888, 2 изд.),
- Август Фик — греческую ономатологию («Griechische Personennamen», 1874) и т. д.

Сборники диалектических надписей:
- Р. Cauer, «Delectus inscriptionum Graecarura propter dialectum memorabilium» (Лпц., 1883, 2-е изд.);
- H. Collitz (и др.), «Sammlung der griech. Dialekt-Inschriften» (Геттинг., с 1884 г.; не окончено).

Составление полного свода эпиграфических источников взяла на себя Берлинская Академия, которой издан (ред. Бёка, J. Franz, E. Curtius и Кирхгофа) «Corpus Inscriptionum Graecarum» (англ. Inscriptiones Graecae, 1828—77). Но этот сборник уже в момент своего окончания устарел.